# Avancar
Avancar fue una empresa de carsharing que operaba en Barcelona y Madrid. Fundada en el año 2004 e instalada en Barcelona, ofrecía un servicio de coches de alquiler por horas o por días.
El proyecto fue iniciado el año 2005 por la Generalidad de Cataluña, el Ayuntamiento de Barcelona y la Asociación para la Promoción del Transporte Público, así como por otras empresas públicas y privadas. En 2011 la multinacional norteamericana Zipcar se convirtió en el principal accionista de la compañía.
En 2016 Avancar contaba con un red de 150 aparcamientos y una flota de más de 300 vehículos de distintas gamas: utilitarios, compactos, familiares, furgonetas de carga, furgonetas de pasajeros, híbridos y monovolúmenes.